# Jiří Malý

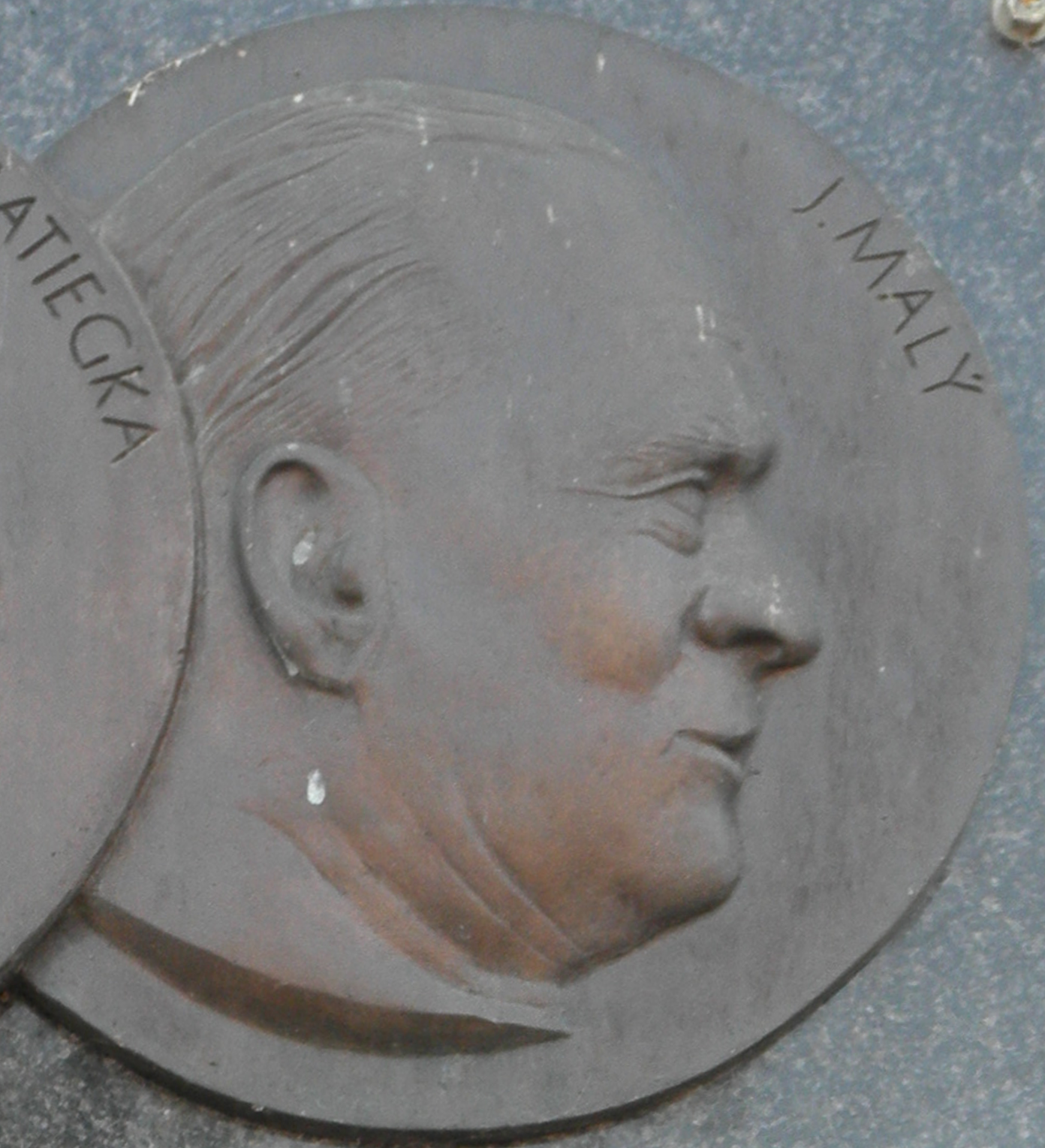
Detail pamětní desky věnované lékaři Jiřímu Malému na domě na náměstí v Mělníku. Desku vytvořil Miroslav Kroupa v roce 2003

Jiří Malý (6. listopadu 1899 Mělník – 7. července 1950 Praha) byl český antropolog a lékař, od roku 1946 řádný profesor na Přírodovědecké fakultě Univerzity Karlovy v Praze.
Zabýval se historickou, forenzní antropologií a fyzickou antropologií dítěte. Byl členem expedice na Aljašku, kde v průběhu cesty po Yukonu studoval Inuity a Indiány. Od roku 1932 působil jako hlavní redaktor časopisu Antropologie.

## Profesní život
Narodil se 6. listopadu 1899 v Mělníku v rodině kupce. S rodným městem je spojeno celé jeho dětství. Osud ho svedl dohromady s Jindřichem Matiegkou v místě bydliště v době gymnaziálních studií při práci v mělnické kostnici. Pravděpodobně pod vlivem pana profesora se po maturitě na mělnickém gymnáziu rozhodl pro studium na 1. lékařské fakultě UK, kterou absolvoval v letech 1918–1924. Pracoval jako asistent profesora Jindřicha Matiegky, po němž se stal ředitelem Antropologického ústavu Univerzity Karlovy. Byl také žákem Aleše Hrdličky a v Praze vedl Hrdličkovo muzeum člověka.
Poté nastoupil krátce na doporučení J. Matiegky jako externí lékař na dětské oddělení prof. Pešiny v Plzni, kde mu získaná praxe měla být úvodem do studia pedologie a pedoantropologie. Vzápětí se však stal asistentem Ústavu pro anthropologii a demografii u prof. J. Matiegky. Okamžitě byl zapojen do jeho činnosti, neboť se v Praze ve dnech 14.–21. září 1924 konal druhý kongres Mezinárodního antropologického ústavu a Jiří Malý se podílel na jeho zajištění. Tehdy se poprvé setkal s čelnými zahraničními antropology a měl možnost získat přehled o jednotlivých oborech antropologie.
V roce 1926 se seznámil s dr. Alešem Hrdličkou, se kterým absolvoval studijní cestu do USA v letech 1929–1930. Pod Hrdličkovým vedením zde jednak získával vědomosti a zkušenosti v Národním muzeu ve Washingtonu, jednak prováděl výzkum mezi českými, ale zvláště slovenskými emigranty, jehož výsledky uveřejnil v práci „Čechoslováci zahraniční, zvláště severoameričtí“ z roku 1932. Dva měsíce z téměř ročního pobytu strávili na Aljašce, kde sledovali problémy migrace asijských populací do Ameriky.
Právě za pobytu v USA získal J. Malý po J. Matiegkovi svého druhého učitele, A. Hrdličku, jemuž později věnoval jak antropologii živého člověka, tak i výzkumu v oblasti osteologie, kam by patřila jeho práce habilitační s názvem „Uměle deformované lebky z Tiahuanaco v Bolívii“, kterou předložil a obhájil v roce 1927. V souvislosti s ní vytvořil se sochařem J. Beutlerem plastickou rekonstrukci podoby indiána na základě deformované lebky, v čemž získal evropské a možná i světové prvenství. Stejné téma mu poskytlo i domácí prostředí v podobě deformovaných lebek z Čelákovic u Prahy. Do minulosti antropologie u nás se vrátil např. studií o J. E. Purkyňovi.
Po dosažení docentury se stal Jiří Malý mimořádným profesorem antropologie a po odchodu J. Matiegky na odpočinek v roce 1935 převzal vedení Antropologického ústavu a Hrdličkova muzea člověka, na jejichž budování pracovali společně. Neopominutelný je také podíl J. Malého na vydávání časopisu Anthropologie nejprve jako spoluredaktora a od roku 1935 hlavního redaktora.
Za pomoci Prof. Malého vznikala vrcholná díla J. Matiegky, vydaná ve 30. letech, např. „Tělesné pozůstatky českých králů a jejich rodin v hrobce svatovítského chrámu v Praze“ či „Homo předmostensis“. J. Matiegka a J. Malý jsou oba podepsáni pod prací „Kostry středoafrických Pygmejů v poříčí Ituri“. Společně prozkoumali ostatky K. H. Borovského a Albrechta z Valdštejna.
Sám Prof. Malý byl pověřen průzkumem ostatků K. H. Máchy, přičemž jeho podíl na převezení básníkových pozůstatků z Litoměřic, které byly součástí záboru po mnichovské dohodě do Prahy, zdaleka překročil rámec antropologie. Projev Prof. Jiřího Malého při uzavření rakve 4. května 1939 byl projevem občanské statečnosti, výrazem odporu proti nacistické okupaci. I proto si za války vysloužil pozornost gestapa. Příčinu však musíme hledat i v letech dřívějších. Roku 1934 totiž vyšel sborník Rovnocennost evropských plemen, který byl v tehdejší době jediným vědeckým protestem proti nacistickým názorům o nadřazenosti nordické rady. Na něm se Jiří Malý (spolu s dalšími vědci včetně J. Matiegky) podílel statí „Rovnocennost lidských plemen po stránce tělesné“.
Po uzavření vysokých škol byl Jiří Malý penzionován a prožil spolu se svou rodinou nelehké období okupace. V samém závěru války se znovu ujal vedení Antropologického ústavu, v jejím průběhu proměněném v Institut für Rassenbiologie. Se svými spolupracovníky obnovil normální vědecký a pedagogický provoz. Roku 1946 byl jmenován druhým řádným profesorem antropologie Karlovy univerzity po J. Matiegkovi. Avšak život již mu nedopřál příliš mnoho času. Stačil alespoň naznačit plán rozvoje antropologie (byl průkopníkem aplikované antropologie v průmyslu, kriminalistice a soudnictví). Vytyčil úkoly, které měly být v nejbližší době řešeny, které již z velké části realizovali jeho kolegové a žáci.
V červenci 1945 se stal členem Československé strany národně socialistické. Nelehce nesl dění v poúnorovém Československu, zvláště pak proces s Miladou Horákovou, popravenou 27. června 1950, což byla jedna z okolností, které se odrazily na jeho zdravotním stavu.
Jiří Malý zemřel 7. července 1950 ve věku 50 let.
Jiří Malý byl členem Královské české společnosti nauk, Československé akademie věd a umění, Masarykovy akademie práce, Antropologické společnosti v Brně a dalších. Účastnil se mezinárodních kongresů, publikoval v ČR i zahraničí. Za přínos v antropologii mu byla udělena in memoriam pamětní medaile dr. Aleše Hrdličky. Vedle toho je nositelem Pamětního odznaku druhého národního odboje. Roku 2000 byl navržen Senátem ČR na udělení Řádu T. G. Masaryka a v témže roce udělil prezident republiky Prof. Malému in memoriam Státní vyznamenání za zásluhy o vědu a stát I. stupně. Dne 28. února 2002 rozhodlo městské zastupitelstvo v Mělníku o udělení čestného občanství in memoriam profesoru J. Malému, od roku 2003 zde má pamětní desku. Jako první občan Prahy 6 byl v září roku 2005 starostou Prahy 6 Mgr. Tomášem Chalupou vyznamenán in memoriam "Cenou za mimořádný vědecký přínos".

## Rodina
V práci vědecké i organizační mu byla oporou jeho manželka RNDr. Ludmila Malá, rozená Čížková, taktéž žákyně Jindřicha Matiegky. V oboru antropologie pracuje také jeho dcera doc. RNDr. Helena Malá, CSc. Syn doc. MUDr. Jan Malý, CSc. byl lékař specializující se v oboru nefrologie, ředitel IKEM Praha.

## Dílo (výběr)
- Vztahy obvodů hrudníku k váze, výšce tělesné a věku, Praha 1925
- Ostatky Karla Havlíčka Borovského, Praha 1930 (spoluautor)
- Tělesná povaha Albrechta z Valdštejna, vévody frýdlantského a jeho první choti Lukrecie Nekšovy z Landeku, Praha 1934 (spoluautor)
- Návrat Karla Hynka Máchy, Praha 1939
- Obrysy Slovanstva, Praha 1948 (spoluautor)